# Procridini
Procridini es una tribu de insectos lepidópteros de la familia Zygaenidae. El género tipo es: Procris Fabricius, 1807

## Géneros
- Adscita – Alloprocris – Alterasvenia – Dubernardia – Erythroclelea – Euphacusa – Funeralia – Goe – Gregorita – Hedina – Illiberis – Jordanita – Kublaia – Lucasiterna – Naufockia – Phacusa – Praeprocris – Praviela – Primilliberis – Pseudoilliberis – Rhagades – Rjabovia – Roccia – Theresimima – Wiegelia – Zama – Zygaenoprocris